# Алмейда Гаррет, Жуан Батишта де
Жуа́н Бапти́шта да Си́лва Лейта́н ди Алме́йда Гарре́т (порт. João Baptista da Silva Leitão de Almeida Garrett; 4 февраля 1799[…], Порту — 9 декабря 1854[…], Лиссабон) — португальский писатель и политический деятель, виконт (с 1851). Считается родоначальником романтизма в Португалии.

## Биография
Родился 4 февраля 1799 года в Порту в семье Антониу Бернарду да Силвы Гаррета, фидалгу королевского дома и рыцаря Ордена Христа, чья мать была дочерью ирландца, родившегося во Франции, и итальянки, рождённой в Испании, и его жены Аны Аугушты де Алмейды Лейтан (урождённой Порту). После вступления Наполеона в Португалию переехал с родителями на остров Терсейра (Азорские острова). Позже вернулся в континентальную Португалию и в 1816—1821 изучал право в университете в Коимбре. После отмены демократической конституции 1822 года эмигрировал и жил в Англии и Франции. Вернулся в Португалию в 1836 году и занимал посты генерального инспектора театров, главного хрониста, был депутатом парламента и министром иностранных дел. Умер в Лиссабоне 9 декабря 1854 года.

## Творчество
Первоначально примыкал к классической школе (трагедия «Лукреция» (Lucrécia, 1819) и др.), но вынужденный дважды эмигрировать из Португалии, познакомился с английской и германской романтической литературой (Байрон, Вальтер Скотт и др). В середине 1820-х годов Алмейдой были написаны две его первые поэмы: «Камоэнс» (Camões, 1825 год; сыгравшее ключевую роль в судьбе Гомеша де Аморима) и «Дона Бранка» (Dona Branca, 1826), которую представил в первой публикации как посмертное издание сочинения F. E. (Filinto Elísio). В раннем творчестве Гаррета Филинту Элизиу был образцом для подражания.
Разносторонность и широта таланта Алмейды позволили ему проявить себя в различных областях: он и лирический поэт (сборник «Цветы без плода» (Flores sem fruto, 1845), «Опавшие листья» (Folhas cahidas, 1852)), и автор многих поэм и пьес. Некоторые прозаические пьесы считаются лучшими в португальской литературе, например «Брат Луиш де Соуза» (Frei Luís de Sousa, 1844). Выдающийся успех имели его «Путешествия по моей земле» (Viagens na minha terra, 1843—1846) и собрание португальских романсов «Романсейро» (Romanceiro, 1850). Чуткость, с которой Алмейда относился к каждому новому литературному явлению, позволила объединиться вокруг него тогдашним литературным силам Португалии. Полное собрание сочинений Алмейды Гаррета было впервые выпущено в Лиссабоне в 30 томах в 1904—1914 гг.